# Walter og Trofast - Det store grøntsagskup
Walter og Trofast - Det store grøntsagskup (eng: Wallace & Gromit in The Curse of the Were-Rabbit) er en engelsk tegne - og animationsfilm fra 2005